# 시모나다촌 (에히메현 이요군)
시모나다촌(下灘村)은 에히메현 시모우케나군·이요군에 설치되었던 촌이다. 현재의 이요시에 해당한다.